# Bitwa o linię Mareth
Bitwa o linię Mareth (lub bitwa pod Mareth) – atak brytyjskiej 8 Armii gen. Bernarda Montgomery'ego na linię Mareth w Tunezji bronioną przez włosko-niemiecką 1 Armię gen. Giovanni Messego podczas kampanii afrykańskiej II wojny światowej. Była to pierwsza duża ofensywa 8 Armii od II bitwy pod El Alamein stoczonej ponad cztery miesiące wcześniej. 19 marca 1943 r. pierwszy etap ofensywy, operacja Pugilist, ustanowił przyczółek, ale próba przełamania głównej linii obrony została zatrzymana przez kontrataki sił Osi. Operacja Pugilist otworzyła jednak alternatywną trasę ataku, w wyniku czego opracowano plan operacji Supercharge II, manewru oskrzydlającego przez lukę Tebaga. Montgomery położył nacisk na ten atak flankujący, który od 26 do 31 marca zmusił 1 Armię do wycofania się do Wadi Akarit, kolejne 64 km w głąb terytorium Tunezji.

## Tło sytuacyjne

### Odwrót sił Osi spod El Alamein
Generalny odwrót Afrika Korps miał miejsce od 5 listopada 1942 r. do 15 lutego 1943 r. W tym czasie 8 listopada rozpoczęła się operacja Torch w Maroku, Algierii i Tunezji. Panzeramee Afrika w Egipcie uniknęła brytyjskich ataków oskrzydlających, ale korki drogowe, niedobory paliwa, złe warunki pogodowe i ataki lotnicze zmniejszyły prędkość wycofywania się do 9–11,3 km na dzień. Comando Supremo w Rzymie i Oberkommando der Wehrmacht w Berlinie z optymizmem patrzyły na sytuację, przy czym Comando Supremo wybrało pozycję Mersa-el-Brega–El Agheila na zakończenie odwrotu, pomimo że ta pozycja miała długość aż 180 km do obrony, punkty umocnione w odległości do 8 km od siebie, zbyt dużej dla wzajemnego wspierania się obrońców i tylko 30 tys. min lądowych. Afrika Korps miał wtedy zaledwie 5 tys. ludzi, 35 czołgów, 16 samochodów pancernych, 12 dział przeciwpancernych, 12 haubic polowych i dostawy tylko 51 ton z 410 ton niezbędnych materiałów codziennej potrzeby.

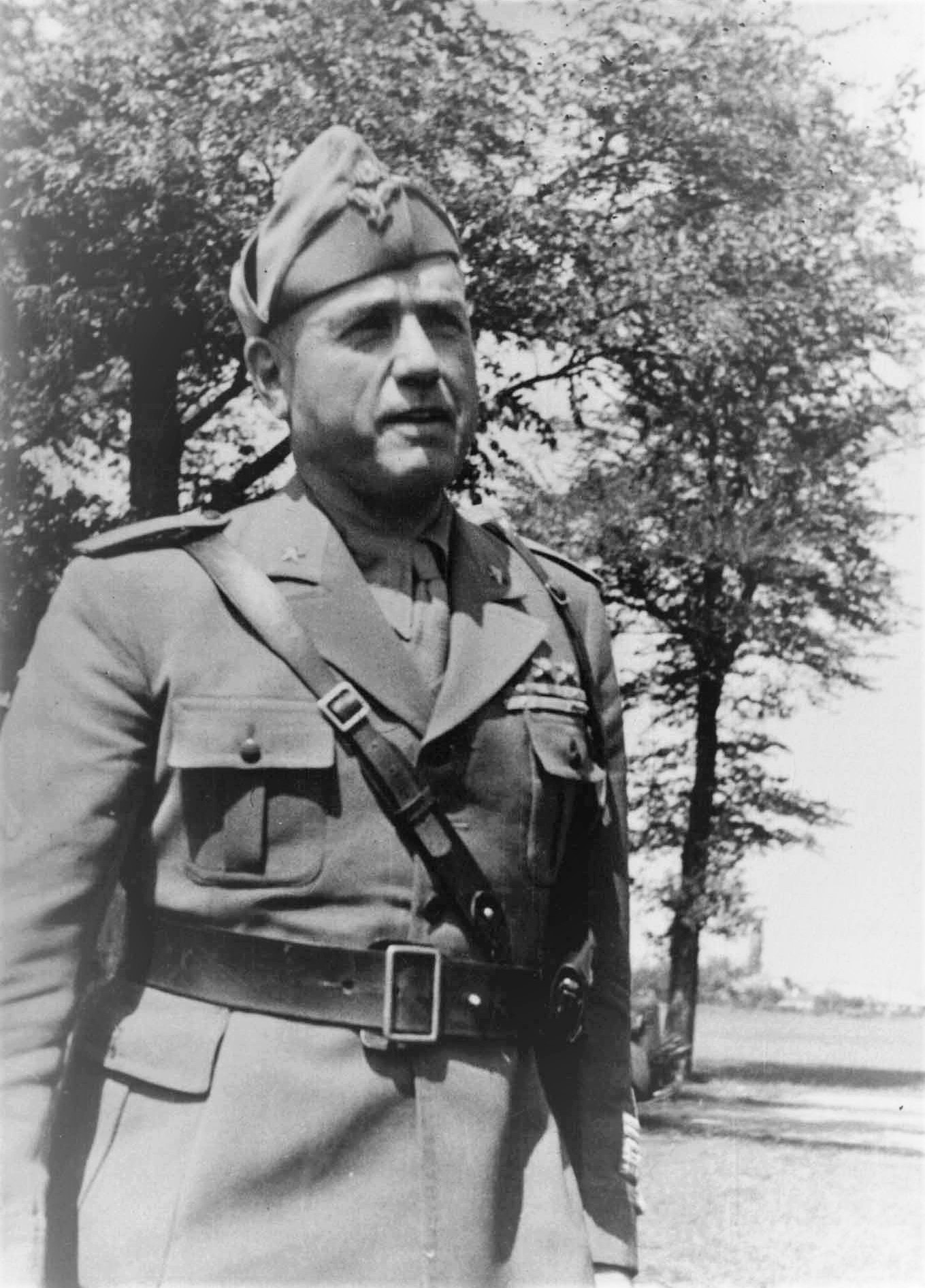
Gen. Giovanni Messe

Feldmarsz. Erwin Rommel chciał wycofać się do Wadi Akarit w rejonie Gabès, 190 km dalej na zachód, gdzie niezmotoryzowani żołnierze mogliby obronić wąską szczelinę pomiędzy Morzem Śródziemnym a Wielkim Szottem. Czołgi i zmotoryzowana piechota przyłączyłyby się wtedy do 5 Armii Pancernej gen. Hansa Jürgena von Arnima, przemieściłyby się dalej na północ, wypędziły brytyjską 1 Armię z Tunezji do Algierii, a następnie miały szybko wrócić, by zrobić to samo z 8 Armią. Na spotkaniu z Adolfem Hitlerem 28 listopada Rommel omówił tę propozycję, ale otrzymał jedynie obietnicę zwiększenia dostaw. W nocy z 11 na 12 grudnia Brytyjczycy zaatakowali, a następnego wieczoru Afrika Korps wznowił odwrót i pomimo chronicznego niedoboru paliwa uniknęło kolejnego ruchu oskrzydlającego. Siły niemiecko-włoskie zajęły pozycję obronną w Buerat 29 grudnia, lecz ta była słabo ufortyfikowana, otwarta na manewr oskrzydlający i podatna na atak 1 Armii w kierunku Gabès w południowej Tunezji. Sytuacja zaopatrzeniowa była nieco lepsza, ponieważ dostarczono 154 tony z 410-tonowego dziennego zapotrzebowania, ale 95 procent paliwa wykorzystano do dystrybucji zapasów lub na odwrót.
Long Range Desert Group zaatakowała linie zaopatrzeniowe wojsk Osi, a setki ciężarówek utknęły wzdłuż dróg z powodu braku paliwa, podczas gdy 8 Armia zgromadziła paliwo i amunicję na następny atak. 13 stycznia 1943 r. piechota 21 Dywizji Pancernej została wysłana na północ do 5 Armii Pancernej w celu obrony Gabès, a 15 stycznia 8 Armia zaatakowała 450 czołgami przeciwko 36 czołgom niemieckim i 57 włoskim. Wieczorem Rommel nakazał kolejny odwrót; brak paliwa i obawa o utratę Gabès doprowadziły do wycofania się poza linię Tarhuna–Homs. Trypolis został zajęty przez Brytyjczyków 23 stycznia, odwrót sił Osi spod El Alamein przebył już dystans 2300 km. 13 lutego ostatni żołnierze Osi opuścili Libię, a 15 lutego straż tylna osiągnęła linię Mareth, 130 km w głąb Tunezji. Comando Supremo zamierzało utrzymywać tę linię przez czas nieokreślony, ale Rommel uznał ją za zbyt wrażliwą na kolejny manewr flankujący, w przeciwieństwie do pozycji Wadi Akarit mieszczącej się za nią.

### Teren
Pofałdowany teren południowej Tunezji, z trudnymi skalistymi grzbietami ograniczał pole manewru; naprzeciwko zatoki znajduje się Mała Syrta, gdzie biegnąc z północy na południe wybrzeże skręca na wschód, a półpustynna, pokryta zaroślami równina przybrzeżna idzie w głąb lądu przez wzgórza Matmata, które rozciągają się z południa na północ. Po drugiej stronie równiny, w linii z południowego zachodu na północny wschód, znajdowała się linia Mareth, fortyfikacje zbudowane przez Francuzów w latach 30. XX wieku. Na północy wzgórza i linia fortów kończyły się w luce  Tebaga, niskiej przełęczy pomiędzy wzgórzami Matmata i Djebel Tebaga, kolejną linią wzniesień na zachód od szczeliny biegnącej ze wschodu na zachód. Na północ i zachód od tego miejsca znajduje się Wielki Szott, zaś na zachód od wzgórz Matmata  piaskowiec Jebel Dahar, a następnie suchy, nieprzejezdny Wielki Erg Wschodni. Gabès leży na wybrzeżu, gdzie równina spotyka się z trasą z luki Tebaga. Na północ od Gabès droga do Sfax przebiega między morzem a Wielkim Szottem. Była to jedyna droga na północ dla 8 Armii i została zablokowana przez linię Mareth.
Linia Mareth biegła wzdłuż linii Wadi Zigzaou, naturalnej przeszkody dla czołgów ze stromymi brzegami wznoszącymi się do 21 m; strona północno-zachodnia została ufortyfikowana przez Francuzów, a następnie wzmocniona. Wadi przecina przybrzeżną równinę od Zarat do Toujane i idzie dalej za wzgórzami Matmata. W 1938 r. Francuzi ocenili, że Jebel Dahar jest nieprzejezdny dla transportu zmotoryzowanego, dlatego też nie rozszerzyli linii Mareth w głąb lądu, ale w 1943 r. pojazdy silnikowe miały znacznie lepsze osiągi. Brytyjczycy mieli przewagę, ponieważ gen. Georges Catroux, projektant i dowódca garnizonu linii Mareth w latach 30. XX wieku, był dostępny w Algierze, aby udzielać informacji i porad dotyczących planowanego ataku. W pierwotnym planie Montgomery napisał: „celem operacji Pugilist jest zniszczenie wroga, który teraz opiera się 8 Armii na linii Mareth oraz posunięcie się naprzód i zdobycie Sfax”.

## Preludium
Bitwa o Medenine była kontratakiem sił Osi dezorganizującym przygotowania wroga, skierowanym na Medenine w Tunezji 6 marca 1943 r. Operacja miała na celu opóźnienie ataku brytyjskiej 8 Armii na linię Mareth. Brytyjczycy zostali ostrzeżeni przez system Ultra odszyfrowujący niemiecką komunikację bezprzewodową i przerzucili posiłki z Trypolisu oraz Bengazi przed atakiem sił niemiecko-włoskich, co spowodowało kosztowną porażkę tych drugich. Rommel nie mógł sobie pozwolić na utratę sił potrzebnych do obrony linii Mareth, dlatego atak został przerwany o zmierzchu. W nocy 8 Armia pozostała w gotowości na wypadek kolejnego uderzenia sił Osi i wysłała patrole naprzód w celu odnalezienia i ostatecznego zniszczenia obezwładnionych czołgów Osi, aby wróg nie miał z nich pożytku. W ciągu dnia Luftwaffe i Regia Aeronautica podjęły maksymalny wysiłek z niewielkim skutkiem przeciwko alianckiej obronie przeciwlotniczej i samolotom RAF-u. 7 marca siły Osi rozpoczęły odwrót na północ w kierunku linii Mareth, jednak pościg 8 Armii został spowolniony przez deszcz. Bitwa o Medenine była ostatnią bitwą Afrika Korps pod dowództwem Rommla, który wkrótce powrócił do Europy na stałe.

## Bitwa

### Operacja Pugilist

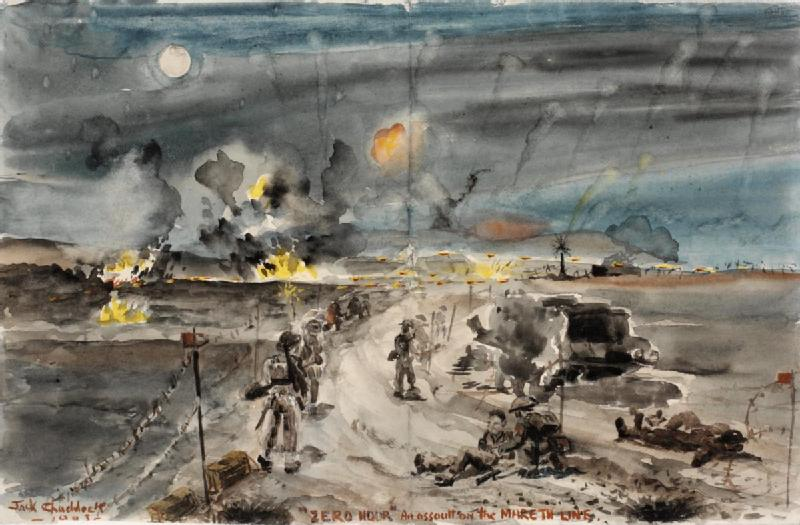
Zero Hour (Godzina Zero) – akwarela Jacka Chaddocka, przedstawiająca początek nocnego ataku Pułku Queen's Own Cameron Highlanders podczas bitwy o linię Mareth, 19 marca 1943 r.

19 marca 1943 r. XXX Korpus gen. Oliver Leese’a 8 Armii rozpoczął operację Pugilist. 50 Dywizji Piechoty Northumbrian gen. John Nicholsa udało się przebić linię obrony 136 Dywizji Pancernej „Giovani Fascisti” w pobliżu Zaratu. Teren i deszcz uniemożliwiały rozmieszczenie czołgów i dział przeciwpancernych oraz wysłanie samolotów, co pozostawiało piechotę w samotności. Kontratak 15 Dywizji Pancernej i 136 Dywizji Pancernej „Giovani Fascisti” 22 marca odbił znaczną część przyczółka. XXX Korpus przygotował nowy atak na Tallouf, w którym indyjska 4 Dywizja Piechoty gen. Francisa Tukera miała wykonać nocny atak 23–24 marca, wokół śródlądowego końca linii. Miało się to zbiec z szerokim manewrem flankującym, który Montgomery planował od początku.

#### Manewr flankujący
Na początku stycznia 1943 r. patrol Long Range Desert Group znalazł drogę do Jebel Dahar, która otrzymała nazwę luka Wilder. Kolejny patrol przeniknął do luki Tebaga i wykazał, że przejście tą trasą było wykonalne. Patrol odkrył też słabość obrony sił Osi, idąc dalej na północ do Kafsy i 2 lutego nawiązał kontakt z 1 Armią, która zbliżała się z zachodu. Montgomery wzmocnił nowozelandzką 2 Dywizję Piechoty gen. Bernarda Freyberga i przemianował ją na Korpus Nowozelandzki na potrzeby ataku przez wzgórza Matmata i lukę Wilder, na Jebel Dahar, ze zgromadzeniem ukrytym przed rozpoznaniem ze strony sił Osi. Personel X Korpusu gen. Briana Horrocksa został oddelegowany w celu zapewnienia odpowiedniego personelu kwatery głównej dla nowo przybyłego Korpusu Nowozelandzkiego, co spowodowało pewne tarcia pomiędzy dwoma generałami.
Natarcie Korpusu Nowozelandzkiego zaplanowano w trzech etapach: od 19 marca nocny marsz o długości 32 km do Wadi bel Krecheb, drugi nocny marsz o długości 64 km tuż za luką Tebaga, a następnie uchwycenie wejścia do luki o świcie 21 marca wkrótce po nim. Korpus następnie miał przejść do El Hamma, która wychodziła na nadmorską drogę na północ od Gabès. Bok natarcia miał być chroniony przez siły Wolnych Francuzów gen. Philippe Leclerca i 1 Pułk Królewskiej Gwardii Dragonów. Atak X Korpusu z El Hamma na Gabès odciąłby 1 Armię broniącą pozycji na linii Mareth i dał Korpusowi Nowozelandzkiemu możliwość przejścia do Sfax, 130 km w górę wybrzeża od Gabès i lądowisk w zachodniej części miasta.

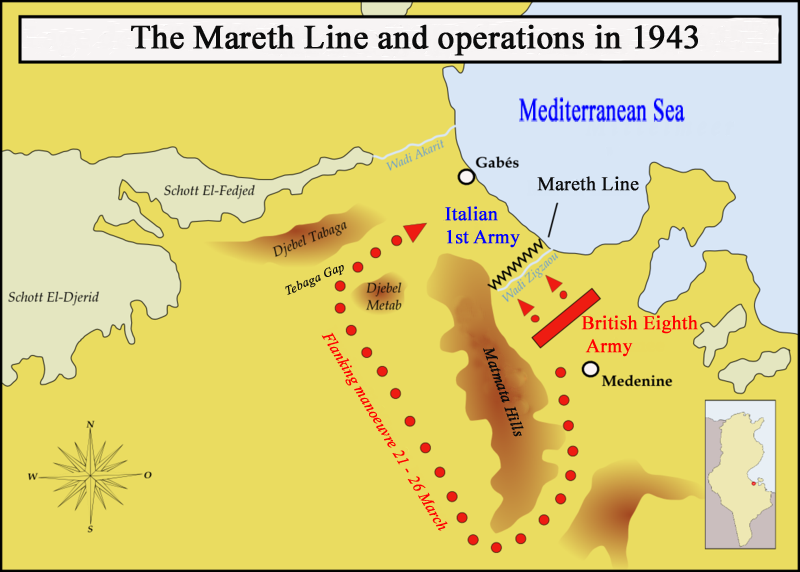
Linia Mareth i ataki 8 Armii w marcu 1943 r.

Podczas planowania położono nacisk na efekt zaskoczenia i umiejętność błyskawicznego zdobycia pozycji wojsk Osi. Korpus miał stosunkowo mało piechoty i polegał na swojej artylerii, aby przełamać koncentrację wojsk niemiecko-włoskich i ich morale. Podjęto szeroko zakrojone wysiłki w celu koordynacji wsparcia lotniczego samolotów myśliwskich i bombowych. Jednoczesny frontalny atak XXX Korpusu na linię Mareth podzieliłby uwagę wroga i utrudniłby kontratak. Amerykański II Korpus, przemieszczający się z zachodu przez El Guettar, miał jednocześnie zagrozić liniom komunikacyjnym wroga i zepchnąć posiłki z obszaru Sfax.

### Luka Tebaga
Korpus Nowozelandzki związał walką oddziały Osi w luce Tebaga 21 marca, ale postępy w ciągu następnych czterech dni przeciwko 164 Lekkiej Dywizji Afrykańskiej i 21 Dywizji Pancernej przebiegały bardzo powoli, chociaż wejście do luki było zabezpieczone. Na linii Mareth XXX Korpus poczynił pewne postępy, ale nie nastąpił przełom. 23 marca Montgomery nakazał 1 Dywizji Pancernej gen. Raymonda Briggsa z X Korpusu wzmocnić Korpus Nowozelandzki z rezerwy, gdzie będzie czekał na wykorzystanie spodziewanego przełomu XXX Korpusu lub Korpusu Nowozelandzkiego i Horrocksa, z kwaterą główną X Korpusu, aby przejąć kontrolę nad operacjami w luce Tebaga.

### Operacja Supercharge II
Operacja Supercharge II została zaplanowana na popołudnie 26 marca, a operacja wstępna mająca na celu zdobycie Wzgórza 184 miała miejsce w nocy 25/26 marca. Korpus Nowozelandzki miał zaatakować lukę Tebaga na froncie dwóch brygad i przełamać obronę sił Osi od Djebel Tebaga do Djebel Melab, co zostałoby wykorzystane przez 1 Dywizję Pancerną. Po koncentracji w nocy i leżeniu w ukryciu przez cały dzień, nowozelandzka 5 Brygada miała zaatakować po prawej stronie, a 6 Brygada po lewej, poprzedzona 8 Brygadą Pancerną i ostrzałem nękającym artylerii X Korpusu. Atakujący żołnierze mieli przenieść się na wyżej położony teren 1800 m do przodu, a następnie do drugiego celu na wadi 2300 m dalej. 1 Dywizja Pancerna, prowadzona przez 2 Brygadę Pancerną, miała zacząć się przemieszczać o 18:15 do obszaru położonego 2 700 m za ostatecznym celem Korpusu Nowozelandzkiego i jak tylko wzejdzie księżyc (około 23:15) skierować się na El Hamma.

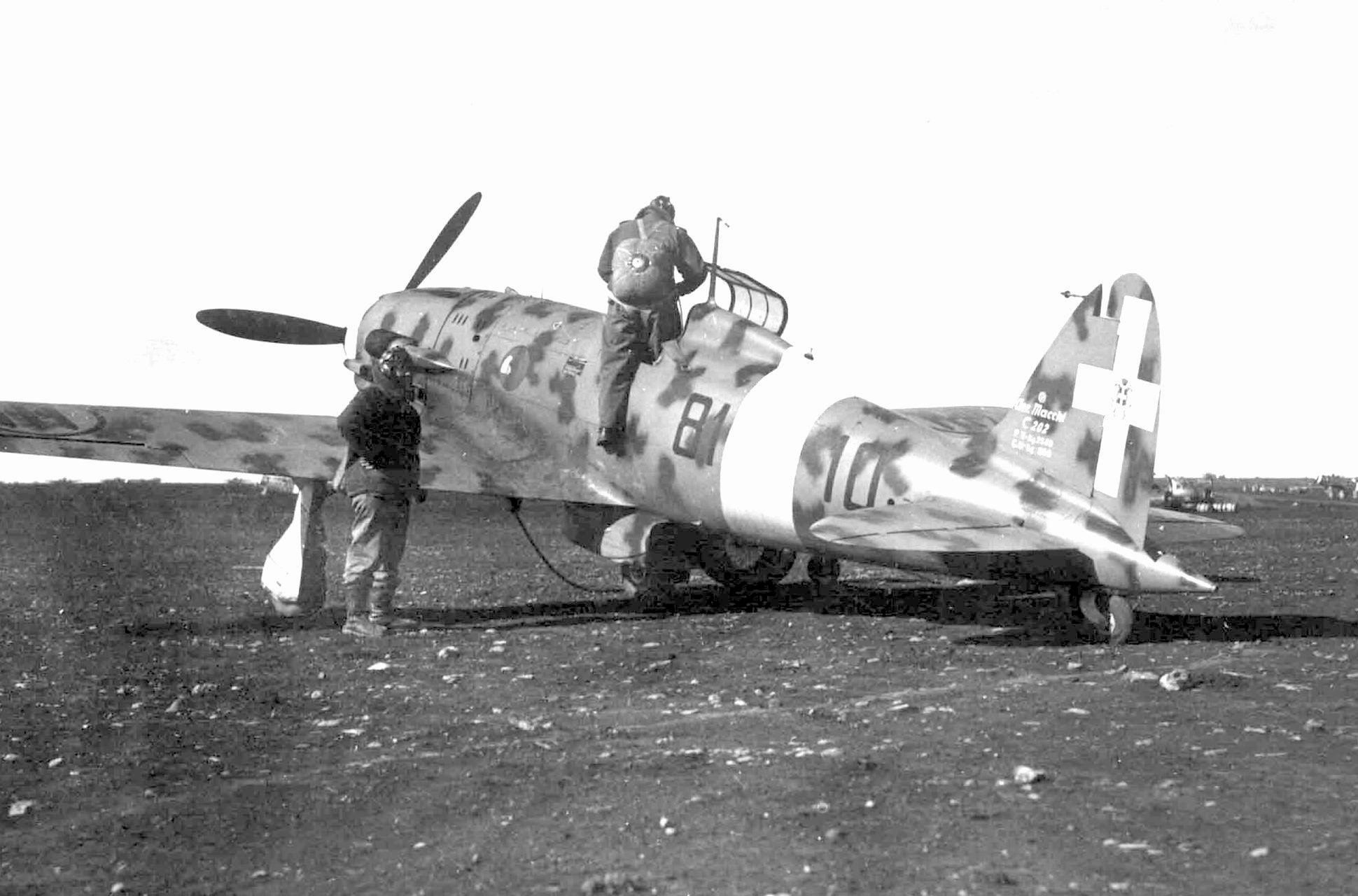
Włoski pilot wsiada do myśliwca Macchi MC.202 podczas bitwy o linię Mareth

Ciężkie bombowce RAF-u zaczęły nękać obrońców Osi dowodzonych przez gen. Messe'a poprzedniej nocy atakami na transport i komunikację do 15:30. Następnie bombowce dzienne rozpoczęły bombardowanie na niskich wysokościach, aby zwiększyć dezorganizację na tyłach wroga, a po nich myśliwce bombardujące co 15 minut przez 2,5 godziny. Spitfire’y miały eskortować bombowce i myśliwce bombardujące, a reszta dostępnych sił powietrznych bombardować lotniska polowe Osi. Oficer obserwacyjny RAF-u miał za zadanie informować pilotów, wyznaczając punkty orientacyjne, oznaczając cele czerwonym i niebieskim dymem; przyjazne oddziały miały używać pomarańczowego dymu, a artyleria strzelać pociskami dymnymi, aby zasygnalizować swoją lokalizację załogom lotniczym. 24 marca gen. Arnim zwątpił, by prawdopodobny był atak 8 Armii i był bardziej zaniepokojony losem Meknassy dalej na północ. Pomimo powolnego postępu na południu, Arnim chciał, aby 1 Armia wycofała się do Wadi Akarit 25 marca, ale Liebenstein i Messe woleli kontratak z 15 Dywizją Pancerną. Zagrożenie dla Meknassy i możliwość dotarcia amerykańskiego II Korpusu do Gabès i odcięcia 1 Armii oznaczały, że musieliby wycofać się z linii Mareth, a następnie z Tebaga.
Wzgórze 184 upadło o godz. 2:50 po ataku 21. batalionu nowozelandzkiego, a artyleria aliancka rozpoczęła ostrzał o 16:00. Atak rozpoczął się od 8 Brygady Pancernej, za którą podążała piechota w transporterach i na własnych nogach. Okazało się, że 164 Dywizja Lekka i 21 Dywizja Pancerna nie spodziewały się ataku dziennego i były zaskoczone; zachodzące słońce, wiatr i pył utrudniały obserwację. Brytyjskim czołgom rozkazano naciskać dalej, a piechota również osiągnęła szybkie tempo ataku, docierając do pierwszego celu i nacierając dalej, pomimo rosnącego oporu i opóźnień. Pułk pancerny nacierał na Wadi Aisoub za drugim celem, za nim podążał 23. batalion nowozelandzki. Po lewej stronie pole minowe pokryte ogniem dział przeciwpancernych zostało ominięte po obu stronach, aby zbliżyć się do drugiego celu, wybijając lukę dla 1 Dywizji Pancernej, pomimo utrzymywania w pobliżu wielu stanowisk obronnych wojsk Osi.

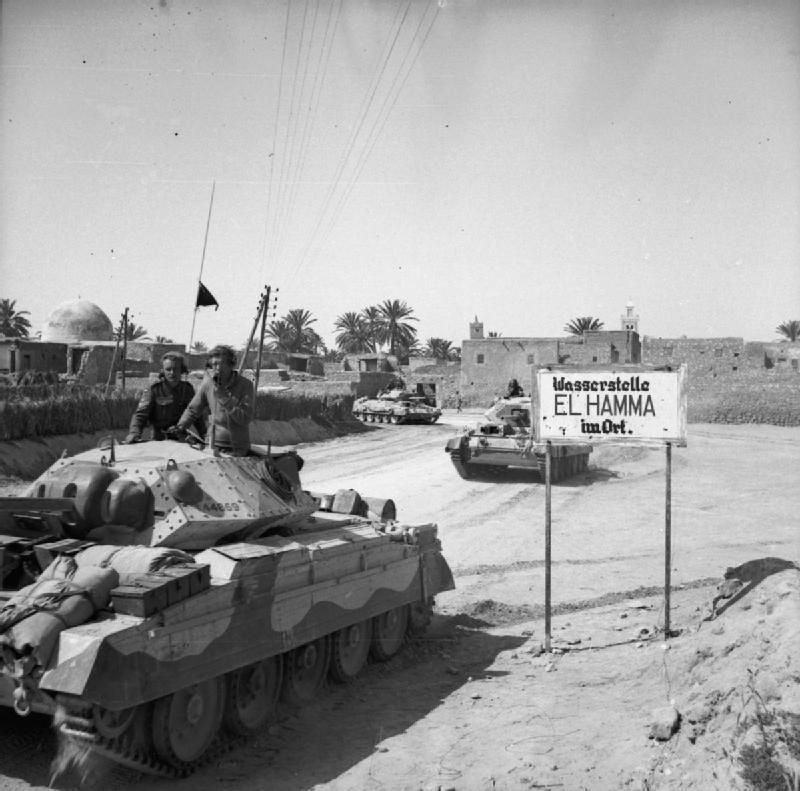
Czołgi Crusader 1 Dywizji Pancernej wjeżdżają do El Hamma, 29 marca 1943 r.

Po zmroku powstała luka w obronie; przerwa w walce trwała do wschodu księżyca o 23:00. Wówczas 1 Dywizja Pancerna przeszła przez lukę i szybko ruszyła na El Hamma, 32 km na północny wschód, w połowie drogi do wybrzeża w Gabès. Rankiem 27 marca niemiecka 15 Dywizja Pancerna została wyprowadzona z rezerwy, aby kontratakować Korpus Nowozelandzkie na jego prawej flance. O 9:00 atak został odparty, a Nowozelandczycy wkroczyli na wzgórza po prawej stronie. Do wieczora 27 marca niemiecki opór został przełamany i nawiązano kontakt z 1 Dywizją Pancerną, która została zatrzymana przez obronę El Hammy, podczas gdy czołgi czekały na światło księżyca. Freyberg przekonał Horrocksa, że Korpus Nowozelandzki w drodze do El Hamma, aby połączyć się z 1 Dywizją Pancerną, powinien skręcić w prawo, aby uniknąć obrony wojsk Osi w El Hamma i skierować się przez trudniejszy teren bezpośrednio do Gabès.
Do 28 marca gen. Messe wydał rozkazy, aby wszystkie siły Osi na linii Mareth zostały wycofane, aby stawić czoła X Korpusowi i Nowozelandczykom na prawej flance, ale utrzymując 1 Dywizję Pancerną w El Hamma, udało się uniknąć okrążenia. 29 marca Korpus Nowozelandzki zajął Gabès, co zmusiło wojska Osi do dalszego wycofywania się do nowej linii 24 km na tyłach Gabès w Wadi Akarit, podczas gdy dywizje: 164 Lekka, 15 Pancerna i 21 Pancerna toczyły działania obronne. El Hamma została ewakuowana 29 marca, pozostawiając 1 Dywizji Pancernej otwartą drogę na północ, a Korpus Nowozelandzki po jej prawej stronie.

## Następstwa

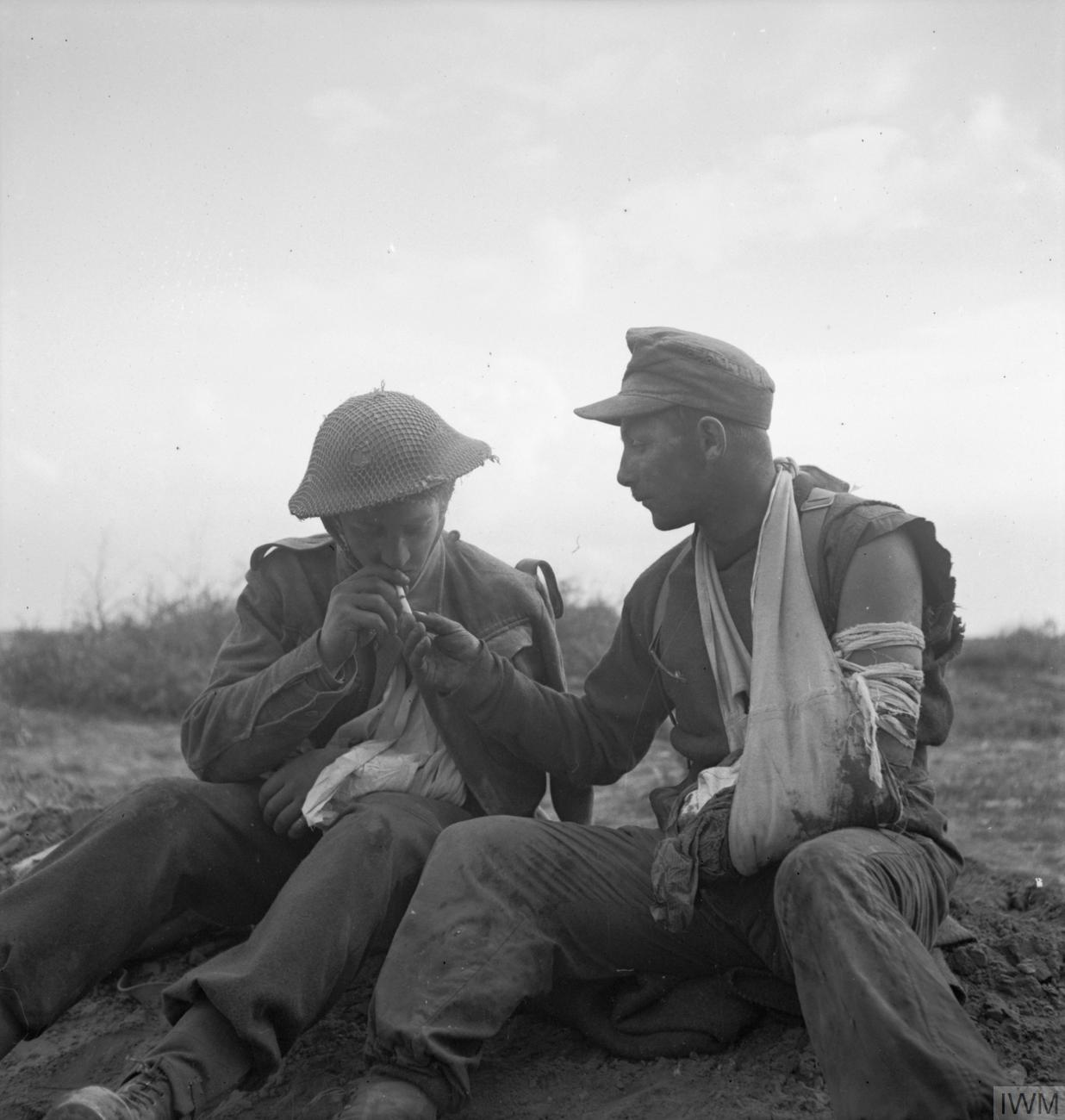
Schwytany Niemiec i ranny brytyjski żołnierz po bitwie dzielą się papierosem

### Straty
31 marca operacja Supercharge II została zakończona. Kosztowała ona 8 Armię 4 tys. ofiar, szczególnie wiele z 50 Dywizji Piechoty oraz dużą liczbę czołgów; Korpus Nowozelandzki stracił 51 czołgów i 945 ludzi. Po bitwie korpus ten został rozwiązany, a jego elementy rozdzielone pomiędzy korpusy: X i XXX. 30 marca Montgomery wysłał do Freyberga następującą wiadomość:

Moje najlepsze gratulacje dla Korpusu Nowozelandzkiego i 10 Korpusu za wspaniałe wyniki osiągnięte przez manewr flankujący. Te wyniki doprowadziły do całkowitego załamania oporu wroga i całej pozycji Mareth. Gratuluję wszystkim waszym oficerom i żołnierzom oraz mówię im, jak bardzo jestem zadowolony ze wszystkiego, co zrobili

Siły Osi, pomimo wycofania się we względnie dobrym stanie, straciły ponad 7 tys. wziętych do niewoli, w tym 2,5 tys. Niemców. 15 Dywizja Pancerna poniosła ciężkie straty, 164 Lekka Dywizja Afrykańska straciła większość swojej broni i pojazdów. 80 Dywizja Piechoty „La Spezia” poniosła straty w wysokości prawie 50 proc., 16 Dywizja Piechoty „Pistoia” została praktycznie unicestwiona, a pozostałości kilku włoskich dywizji połączono po bitwie w jedną. 1 Armia wycofała się do Wadi Akarit, gdzie stanęła do kolejnego boju w kwietniu.